# Alanin
Alanin (okrajšano kot Ala ali A)) je α-aminokislina s kemijsko formulo CH3CH(NH2)COOH.  L-izomer je ena od 20 proteinogenih aminokislin (ki v človeškem organizmu tvorijo beljakovine). Kodoni, ki zapisujejo alanin, so GCU, GCC, GCA in GCG. Alanin je nepolarna aminokislina. V beljakovinah je L-alanin druga najbolj zastopana aminokislina, takoj za levcinom (7,8 % vseh aminokislin v vzorcu 1.150 beljakovin). D-alanin se pojavlja v bakterijskih celičnih stenah in v nekaterih peptidnih antibiotikih.

## Zgradba
Na α-ogljikov atom se vezana metilna skupina (-CH3) in zato je alanin glede na molekulsko zgradbo ena najbolj enostavnih α-aminokislin in ga uvrščamo med alifatske aminokisline (ker nima razvejane stranske verige). Metilna skupina ni reaktivna in zato skoraj nikoli ne sodeluje pri delovanju beljakovine.

### Prehrambeni viri
Alanin je neesencialna aminokislina, kar pomeni, da je človeški organizem sam lahko proizvede in ga ni treba prejemati s hrano. Nahaja se v številnih vrstah hrane, posebej veliko pa ga je v mesu.
Bogati viri alanina so:
- živalski viri: meso, morska hrana, kazein (v kravjem mleku), mlečni proizvodi, jajca, ribe, želatina, laktalbumin;
- rastlinski viri: fižol, oreščki, semena, soja, pivski kvas, rjavi riž, koruza, stročnice, polnozrnati izdelki.

### Biosinteza
Alanin se pri rastlinah in mikroorganizmih lahko tvori iz piruvata in aminokislin z razvejano stransko verigo (valin, levcin in izolevcin).
Najpogosteje se tvori iz piruvata, in sicer z reduktivno aminacijo. 

## Fiziološke funkcije
- Glukoza-alaninski ciklus: ciklična presnovna pot, v kateri sodelujejo mišice in jetra, po krvi se v mišice prenese glukoza, se tam razgradi do piruvata in nato v obliki alanina prenese nazaj v jetra in uporabi za ponovno sintezo glukoze. Ciklus omogoča netoksičen prenos dušika v jetra in prispeva k homeostazi glukoze v krvi[3].